# Triclosan
Triclosan is een krachtige en veel gebruikte bacteriedodende en schimmelwerende stof. Het is een wit poeder met een lichte aromatische geur. Het is bijna niet oplosbaar in water, maar goed oplosbaar in ethanol, di-ethylether en sterk basische oplossingen.

## Toepassingen
Triclosan is een bestanddeel van desinfecterende middelen voor artsenpraktijken en ziekenhuizen. Het wordt aan veel cosmetische en hygiënische producten toegevoegd, zoals antiseptische zeep, tandpasta (niet meer), scheerschuim, make-up, aftershave en deodorant. Het wordt gebruikt als conserveermiddel en geurbestrijder: het helpt om zweetgeur te bestrijden door bacteriën op de huid te doden die in contact met zweet een onaangename geur afgeven, dit zijn onder andere bacteriën van de geslachten Stafylokokken en Corynebacterium, of, in lagere concentraties, door die bacteriën te beletten om onwelriekende vetzuren aan te maken. Triclosan heeft een brede werking en remt ook de groei van andere micro-organismen, waardoor de stof het evenwicht van de natuurlijke microflora op de huid kan verstoren.
Sommige textielproducten, onder meer matrashoezen, tapijten, schoenen en sportkleding, worden met triclosan behandeld. Triclosan wordt ook toegevoegd aan uiteenlopende andere verbruiksgoederen zoals plastics en keukengerei. Deze producten worden aangeduid met de handelsmerken Microban of Sanitized. Triclosan dient in deze producten als conserveermiddel en geurbestrijder, maar niet om de gezondheid van de consument te beschermen. In de Verenigde Staten werd Johnson & Johnson beboet voor misleidende gezondheidsclaims en moest Hasbro ongegronde gezondheidsclaims over Microban-producten intrekken.

## Regelgeving
In de Europese Unie is de maximaal toegelaten concentratie van triclosan in cosmetische producten 0,3%. De Amerikaanse staat Minnesota heeft in 2015 het gebruik van Triclosan in antibacteriële zeep verboden.

## Toxicologie en veiligheid
De stof is niet toxisch bij inname langs de mond. De zuivere stof is licht irriterend voor de huid en de ogen en irriterend voor de luchtwegen. Triclosan heeft een nadelig effect op de samentrekkingskracht van spieren, zoals de hartspier en skeletspieren.
Het grootschalige gebruik van antibacteriële stoffen is omstreden. Microbiologen waarschuwen voor het risico van resistentievorming, zoals dat bij grootschalig gebruik van antibiotica het geval is. Sommige onderzoekers vonden dat gewone huishoudzeep even efficiënt is als antibacteriële zeep als zeep met triclosan.
Triclosan wordt in waterzuiveringsinstallaties voor ca. 95% afgebroken, maar een kleine hoeveelheid komt in het oppervlaktewater terecht. Daar wordt het onder invloed van licht vrij snel afgebroken (fotolyse). Een van de afbraakproducten is methyltriclosan, dat wel relatief persistent is en in oppervlaktewater en vissen is aangetroffen. Triclosan is ook een hormoonverstorende stof.